# Феодосий (Арсеньевский)
Феодосий (в миру Павел Петрович Арсеньевский; 1815—1887) — архимандрит Спасо-Суморина Тотемского монастыря Вологодской епархии Русской православной церкви.

## Биография
Павел Арсеньевский родился в 1815 году в Грязовецком уезде Вологодской губернии. В 1837 году он успешно окончил Вологодскую духовную семинарию, а в 1841 году — Санкт-Петербургскую духовную академию.

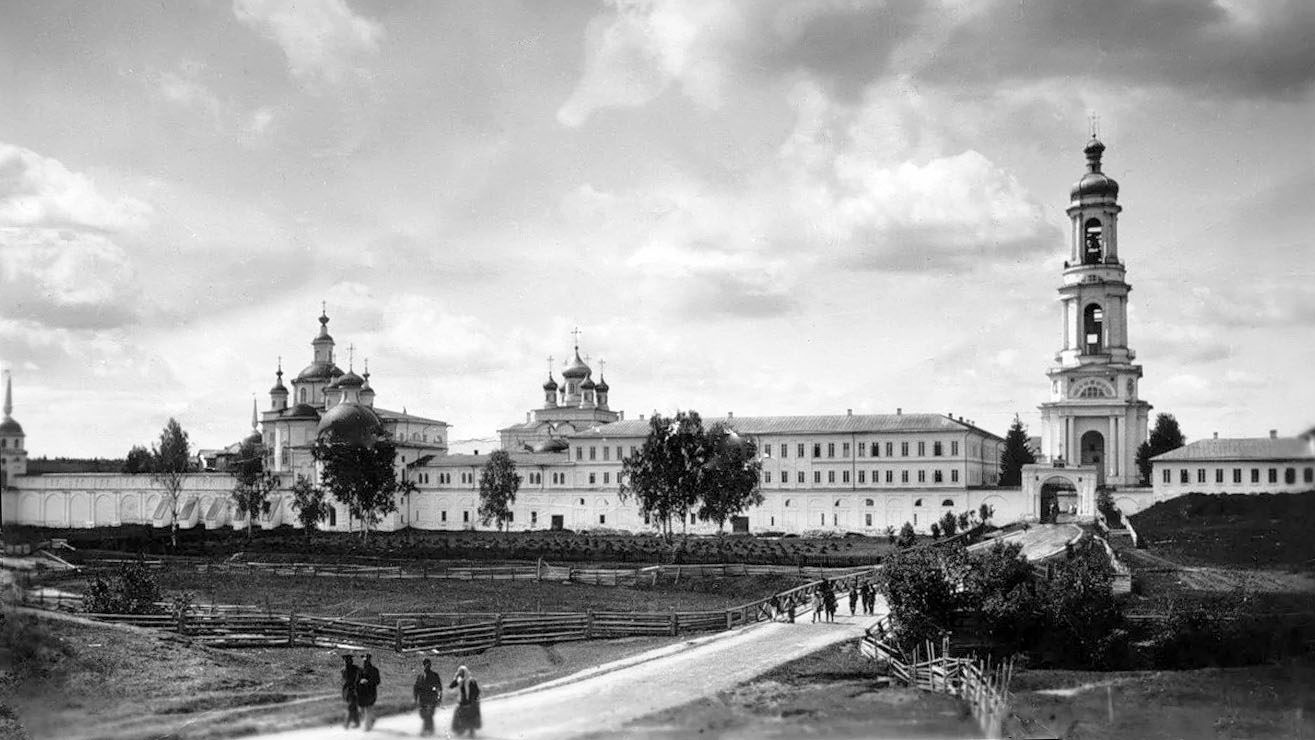
Спасо-Суморин монастырь до октябрьского переворота 1917 года

В 1842 году Павел Арсеньевский был назначен в Вологодскую семинарию учителем церковной и библейской истории, археологии и канонического права; в 1849 году переведен в город Тотьму Вологодской губернии смотрителем Тотемского духовного училища и был рукоположён в священника Богоявленского собора, а вскоре возведён и в сан протоиерея.
В 1873 году Павел Арсеньевский вышел в отставку, принял монашество с именем Феодосий и, поступив в число братии Спасо-Суморина монастыря, вскоре был определён его настоятелем, а в 1875 году был возведён в сан архимандрита. Ему были не раз выражены благодарности от епархиального начальства за различные заслуги и пожертвования.
Феодосий (Арсеньевский) умер 20 июня 1887 года во вверенной ему обители.
Сочинения Феодосия (Арсеньевского) печатались на страницах «Вологодских епархиальных ведомостей». Кроме проповедей, он напечатал: «Митрополье, бывшая вотчина Ростовских митрополитов» (1866, № 2), «Сведения из Тотьмы» (1871, № 17) и «Исторические сведения о Преображенском соборном храме в Тотемском Спасо-Суморине Феодосиевом монастыре» (1881, № 10—11).